# Carles Martínez
Carles Marc Martínez Embuena (ur. 3 stycznia 1988 w Paiporcie) – hiszpański piłkarz występujący na pozycji pomocnika w klubie Barakaldo CF. Były młodzieżowy reprezentant Hiszpanii.

## Kariera
Carles rozpoczął swoją karierę w Valencii, nigdy jednak nie przebił się do pierwszego zespołu i występował tylko w drużynie rezerw, zdobył jednak z klubem mistrzostwo Hiszpanii do lat 19. Latem 2010 roku przeszedł do Realu Murcia, z którym wywalczył awans do Segunda División. Kolejny sezon spędził jednak jako gracz CD San Roque de Lepe, z którym to klubem doszedł do 1/16 rozgrywek o Puchar Króla. Po roku ponownie zdecydował się na zmianę klubu, tym razem podpisując kontrakt z Getafe CF. W klubie tym także grał wyłącznie w drugim zespole, toteż w lipcu 2013 roku opuścił Hiszpanię i podpisał roczny kontrakt z Piastem Gliwice. W 2015 przeszedł do Atlético Baleares. W lutym 2016 podpisał półroczny kontrakt z Zagłębiem Sosnowiec.

## Statystyki kariery
(aktualne na dzień 25 stycznia 2014)
| Klub               | Sezon              | Liga               | Liga  | Liga   | Puchar kraju | Puchar kraju | Europa | Europa | Inne  | Inne   | Suma  | Suma   |
| Klub               | Sezon              | Liga               | Mecze | Bramki | Mecze        | Bramki       | Mecze  | Bramki | Mecze | Bramki | Mecze | Bramki |
| ------------------ | ------------------ | ------------------ | ----- | ------ | ------------ | ------------ | ------ | ------ | ----- | ------ | ----- | ------ |
| Valencia B         | 2006/07            | Segunda División B | 7     | 0      | –            | –            | –      | –      | 1     | 0      | 8     | 0      |
| Valencia B         | 2007/08            | Tercera División   |       |        | –            | –            | –      | –      | –     | –      |       |        |
| Valencia B         | 2008/09            | Segunda División B | 35    | 4      | –            | –            | –      | –      | –     | –      | 35    | 4      |
| Valencia B         | 2009/10            | Segunda División B | 29    | 1      | –            | –            | –      | –      | –     | –      | 29    | 1      |
| Real Murcia        | 2010/11            | Segunda División B | 15    | 0      | 4            | 0            | –      | –      | 1     | 0      | 20    | 0      |
| San Roque          | 2011/12            | Segunda División B | 35    | 1      | 4            | 0            | –      | –      | –     | –      | 39    | 1      |
| Getafe B           | 2012/13            | Segunda División B | 35    | 0      | –            | –            | –      | –      | –     | –      | 35    | 0      |
| Piast Gliwice      | 2013/14            | Ekstraklasa        | 23    | 0      | 1            | 0            | –      | –      | –     | –      | 24    | 0      |
| Ogólnie w karierze | Ogólnie w karierze | Ogólnie w karierze | 172   | 6      | 9            | 0            | 0      | 0      | 2     | 0      | 183   | 6      |